# Schlossruine Eksjöhovgård

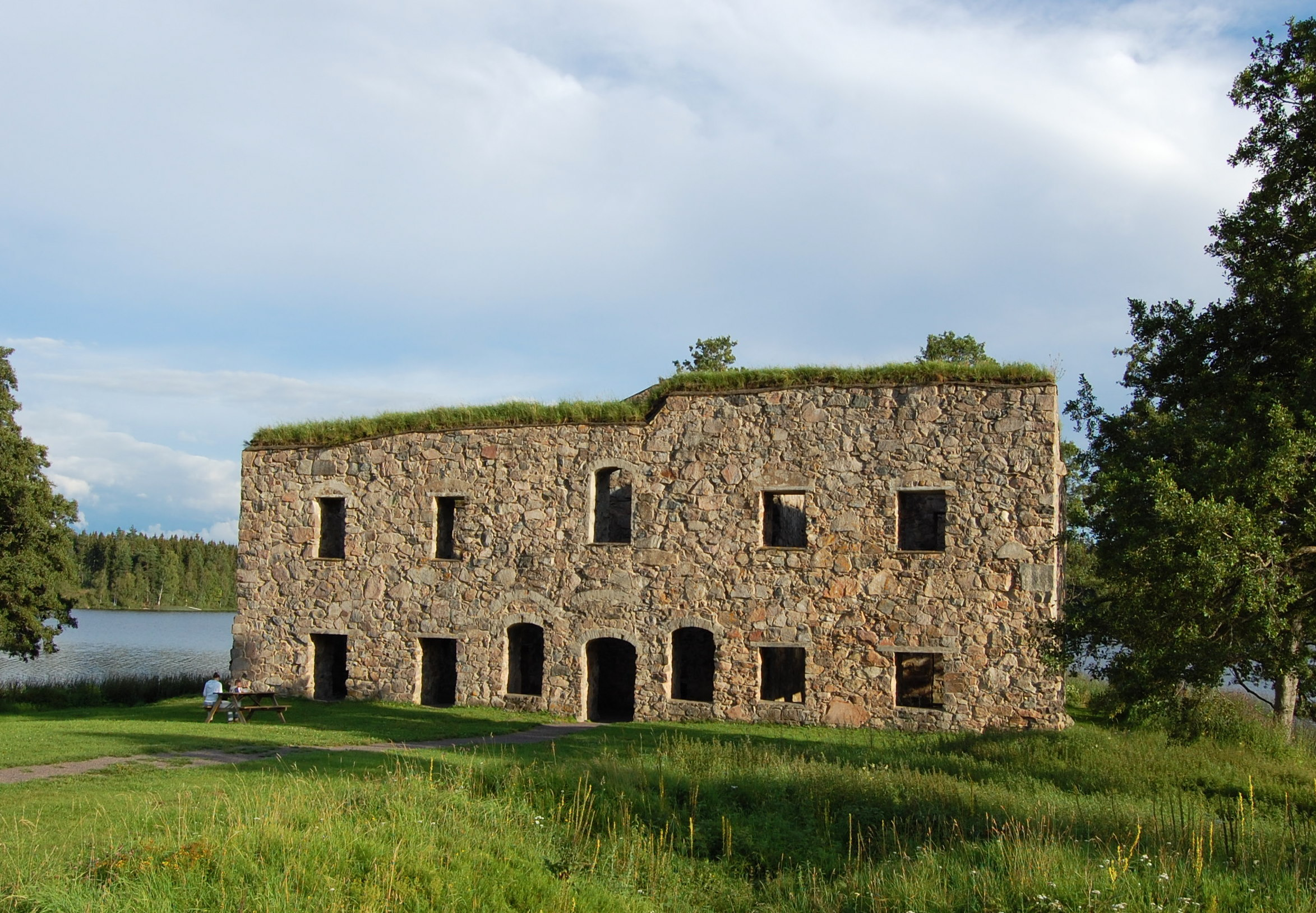
Schlossruine Eksjöhovgård

Die Schlossruine Eksjöhovgård liegt am See Eksjöhovgårdssjö bei Sävsjö in Schweden. Die Ruine steht auf einer Insel im nördlichen Teil des Sees. Die Insel ist durch eine Brücke zum nördlichen Seeufer mit dem Festland verbunden.

## Geschichte
Eine erste urkundliche Erwähnung des Gebiets stammt aus dem Jahr 1287. Im 14. Jahrhundert tagte hier der Thing als lokales Gericht. Von 1420 bis 1616 gehörte der entstandene Hof der Familie Sture. Nach einem aus dem Jahr 1505 stammenden Brief bestand zu diesem Zeitpunkt bereits ein Gebäude im Bereich der heutigen Ruine.
Nach der Familie Sture erhielt der Feldmarschall Carl Mauritz Lewenhaupt vom König den Hof für seine Dienste. Lewenhaupt ließ das Gut ausbauen und errichtete ein dreietagiges Steinhaus. Eine Karte von 1685 verzeichnet die Insel mitsamt Steinhaus. 1700 erwarb Fabian Wrede das Anwesen. Das hierzu angefertigte Protokoll verzeichnet ein dreigeschossiges Steinhaus am äußersten Ende der Insel.
Später wurde Magnus Julius De la Gardie Eigentümer. Er ließ in den 1730er Jahren die oberste Etage abreißen und verlegte den Eingang. 1765 übernahm die Firma Frederiksberg das Anwesen. Die Firma wurde 1809 aufgelöst. Bereits seit etwa 1805 verfiel das Schloss, 1812 wurde das Kupferdach des Hauses verkauft und abgetragen. Über lange Zeit blieb die Ruine dem Verfall preisgegeben. 1934 fand eine Restaurierung statt. Weitere Restaurierungen erfolgten in den 1960er und 1980er Jahren.